# BTS (放送技術規格)
BTS（ビーティーエス、Broadcasters Technical Standard）は、かつて日本放送協会（NHK）が制定した放送技術規格である。NHK放送技術規格ともいう。

## 概要
日本の放送は太平洋戦争後、GHQの指導によりフル・エア、すなわち決められた放送時間中、一瞬たりとも送信停止することの許されないものとなり、いえゆる放送の品質は、従来とは異なり格段にハイレベルのものが要求されるようになった。それまでの日本の放送、すなわち「私設局」であるNHKの放送は「私的通信」のカテゴリーに分類されており、機器に不具合が生じれば送信停止、保守修繕後、再開でよかったのであるが、現行電波法の制定で新たに「放送」のカテゴリーが作られ、フル・エアが義務付けられたことから、特に放送機器への信頼性要求は非常なまでに高いものとなった。
これを受け、NHKに納入される放送機材に対し明確な独自の基準を設けることで、放送電波の質的水準を維持・向上させることを目的に1948年9月に本規格を制定した。
この規格の内容が日本工業規格（JIS）やCCRI勧告に取り入れられたり、昭和30年代には新たに59件の規格が追加されるなど、当時は非常に有用な規格であった。しかし技術革新の速さに対して規格の改訂が追いつかなくなり、次第に陳腐化・形骸化していった。またISO・JIS・IEC・EIAJなどの外部規格が充実してきたことから、昭和30年代末から廃止される規格が増えはじめ、1983年1月時点で有効なBTS規格の総数は25件になっていた。
また民放や市販品と同一なのに型番（BTS呼称）が違ったり、規格に適合させるためだけに特別仕様のものを作らないといけないなど、BTS規格の存在意義がなくなったため、2001年7月に全ての規格が廃止された。なお民放や劇場では、BTS規格ではなく製品番号で呼ぶことが多い。
現在では、業務用のキャビネットラックやマイクホルダーなど、ごく一部の音響製品にBTS準拠・協会2号色などの表示が見られるのみとなっている。

## 主なBTS準拠の機器

### マイクロフォン
- 東芝　A型ベロシティーマイク(RB2-1)、B型ベロシティーマイク(RB1-1)  など
- アイワ　ベロシティーマイク(RV-1A)など
- ソニー:真空管マイクCU1-1,真空管マイク C-37A(CU1-2),コンデンサーマイクC-38(CU-2A)  など

### スピーカー
- 三菱電機（ダイヤトーン）:2S-305(R305), 2S-208(R205), 2S-208C(R205C), AS-3001, AS-3002P(Monitor-3), AS-2001, AS-4001, AS-4021, 2U-208(U205), P-610, P-610A
- 福音電機（現・パイオニア）:PE-20S, PE-16S

### ヘッドホン
- 藤木電器（現・エレガアコス）:DR-631C

### 音声コネクター
- 多治見無線電機:BTS21P3B

### マイクスタンド
- 高砂製作所：MF-18TM，PS-38,TBS-130など

### カラー塗装
- 協会1号色 - マンセル値 10B 3.5/1.5
- 協会2号色(テレビグレー) - マンセル値 7.5B 6/0.5
- 協会3号色 -マンセル値  2.5B 7/0.5